# つくばヘリポート
つくばヘリポート（つくばヘリポート、Tsukuba Heliport）は、茨城県つくば市に所在する非公共用ヘリポートである。県の指定管理により株式会社日本空港コンサルタンツが運営していたが、2022年4月1日をもって茨城県の直営となった後、つくば航空株式会社に譲渡された。
かつては公共用へリポートの指定を受けていたが、2022年（令和4年）6月30日をもって公共用としては用途廃止となった。

## 概要
つくば市の北東部の上境にある公共用としては茨城県初のヘリポートで、東京までの飛行時間を20分ほどで結ぶ位置にある。
防災、警察等の行政用途の他、民間運航者の人員輸送、航空写真撮影、農薬散布等の拠点、守谷市や下妻市などの近在のヘリポートからの訓練機、報道用ヘリコプター、筑波山頂のアンテナ基地補修のためのヘリの着陸地として利用されている。運用時間は午前7時から午後5時である。ただし、日没後は離着陸不可である。
施設は、敷地面積約3.1ヘクタールの中に、長さ35 m、幅30 mの滑走路と大型機、小型機の2バースが備わっており、その滑走路は最大離陸強度9トンの強度を有し、機体全長26m以内のヘリコプターの離着陸が可能である。また、パイロットの休憩施設や乗降客待合所が設けられたターミナルビルと、ヘリコプター4機分の格納庫も同敷地内に併設される。
茨城県の空の公共交通基盤整備の第一歩として1988年度（昭和63年度）から調査が始められ、1990年度（平成2年度）よりヘリポートの工事に着手。1991年（平成3年）7月23日に開港した。開港時の建設費は約7億8000万円。開設の計画策定時には水戸地域とともにヘリポート建設が策定されたが、用地確保等の問題からつくば市が優先され、水戸地域については結果として百里飛行場民間共用化計画の中に包含されることとなった。
2005年度の着陸回数は1379回（出典：茨城県企業局HP掲載資料より）。茨城県作成の2003年度の公共施設別の行政コスト計算書では利用者1人あたりのコストが2万4434円と最も大きかった。
1991年に航空関連商社のエアーサプライが出資するジャパンエアネットワークが東京ヘリポートとの間で通勤用定期便を計画したことがある。成田国際空港との間のコミューター路線就航計画もバブル経済の頃には存在した。中日本航空が利用していたこともあったが、撤退している。
ヘリポート周辺は田であり、学園東大通り沿いにある大きな案内看板に従ってヘリポートへ向かっても、自動車がすれ違えないような道幅の狭い区間もあったが、2022年現在では茨城県道201号線の整備により改善している。

## 常駐利用者
- 茨城県防災航空隊（川崎BK-117Ｄ－３型・愛称つくば）
- つくば航空（アエロスパシアルA350、ロビンソン・ヘリコプターR22）[2] - 古河市に本社を置くトモヱ乳業の子会社[2]。
- (株)南西楽園航空(swpa)
- ヘリテック･エアロサービス

## アクセス
- 常磐自動車道土浦北ICから9km
- つくバス小田シャトル上境停留所下車